# 三菱MC-20
MC-20
中華航空の「白鶴」号として使用されるMC-20-II
- 用途：旅客機
- 製造者：三菱重工業・日本国際航空工業
- 運用者

  - 大日本航空
  - 満洲航空
  - 中華航空
  - 読売新聞
  - 朝日新聞
  - 大毎東日新聞など
- 初飛行：1940年
- 生産開始：1940年
- 運用開始：1940年
- 退役：1945年
- 運用状況：退役済

三菱 MC-20（みつびし MC-20。MC20・MC二〇）は、三菱重工業が開発・製造した日本の旅客機。
大日本帝国陸軍の軍用輸送機である一〇〇式輸送機（キ57）の民間転用型。中島飛行機のAT-2などと同様、戦前中の日本における国産旅客機の代表的機種である。本機種は中華民国や満洲国にも輸出された。　

## 概要

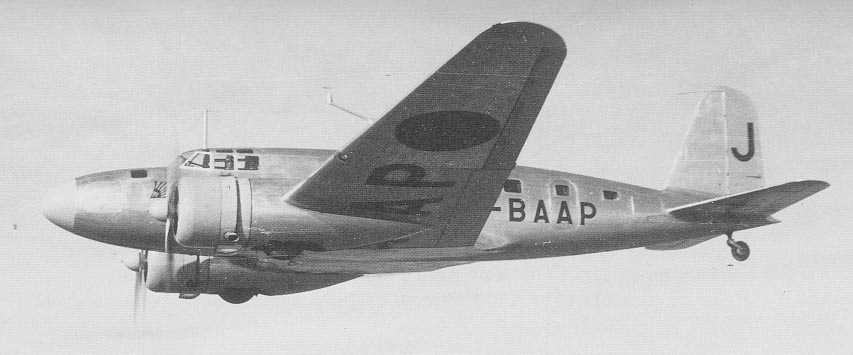
朝日新聞社で「朝雲」号として使用されるMC-20-I

キ57は、中島の九七式輸送機（中島AT-2）に代わる新鋭輸送機の開発命令を受けて開発した双発輸送機（旅客機）である。九七式重爆撃機一型（キ21-I）をベースにして、エンジンと主翼の設計を流用し、胴体を再設計して完成させた。
高速爆撃機であった九七重爆の特性を継承しており、当時の日本の輸送機・旅客機の中でも特に優れた性能を持っていた。
1940年（昭和15年）に完成したキ57は帝国陸軍にて一〇〇式輸送機という制式名称が与えられ、太平洋戦争初期のパレンバン空挺作戦においては陸軍落下傘部隊の輸送を行うなど、陸軍主力輸送機として戦争の全期間を通じて活躍した。
MC-20はキ57の民間型の名称である。1940年9月に羽田飛行場で完成披露式が行われた。機体は軍用および民用の通算で第4号機であり、大日本航空が取得して「妙高」号と名付けた。しかし、同年12月28日、同機は試験飛行中に東京湾（千葉県姉ヶ崎沖）に墜落する事故を起こし、機体に搭乗していた14名全員が死亡した。墜落機は海軍の掃海艇により引き上げられた。調査の結果、昇降舵のフラッターが原因と推測され、バランスウェイトの改修が行われた。
MC-20は大日本航空のほか、満洲航空、中華航空（チャイナエアラインとは別企業）といった航空会社でも使用された。また、朝日新聞、読売新聞、大毎東日新聞などでは社有機として使用された。特に朝日新聞の1号機「朝雲」号は、機内に通信機材や暗室を完備し、室内には机やソファを設置するなど、「空飛ぶ編集室」と呼ばれた。さらに、終戦後のいわゆる緑十字飛行にもMC-20および一〇〇式輸が使用され、YS-11が飛行するまで終戦後飛行した最後の国産旅客機であった。
1942年（昭和17年）には、一〇〇式輸送機二型（キ57-II）と同様に、エンジンの換装等を行った二型相当のMC-20-IIが登場した。（従来機はMC-20-Iと区別される）
三菱における生産数は、一〇〇輸・MC-20合わせ、一型が101機、二型が406機で、合計507機。生産は1945年（昭和20年）1月以降、日本国際航空工業に移管されたが、移管後の生産数は不明とされている。この製造数は日本の輸送機のなかで最多である。
また、九七重爆の武装や装備を取り外した上で大日本航空が払い下げを受けた機体にMC-21というものがあった。こちらは貨物輸送に使われたが、8席の乗客を収容できるようにした機体もあったという。読売新聞でもこのMC-21を4機使用した。

## 機体性能(MC-20-I)
- 運航乗員： 4名
- 乗客： 11名
- 全長： 16.10 m
- 全幅： 22.60 m
- 全高： 4.90 m
- 翼面積： 70.08 m2
- 空虚重量： 5,522 kg
- 全備重量： 8,437 kg
- エンジン： ハ5改空冷星型14気筒（離昇出力950hp） ×2
- 巡航速度： 320km/h
- 最高速度： 430km/h
- 航続距離： 1,500 km （正規） / 3,000km （特別）
- 最高到達高度： 7,000m